# Nanoplâncton
São denominados de nanoplâncton os organismos menores do plâncton, com dimensões máximas entre 2 e 63 μm (de acordo com o tamanho dos orifícios da malha das redes utilizadas para os capturar). O picoplâncton inclui componentes ainda menores, como as bactérias (só retidas por filtros).
O nanoplâncton é mais abundante no fitoplâncton.